# Димитър Главчев
Димитър Борисов Главчев е български икономист-счетоводител и политик. Депутат от партия ГЕРБ в XLI, XLII, XLIII, XLIV, XLV и XLVI народно събрание. Заместник-председател на XLIII народно събрание. От 19 април до 17 ноември 2017 г. е председател на XLIV народно събрание. На 28 юли 2023 г. е избран от XLIX народно събрание за председател на Сметна палата на България с мандат 7 години. На 9 април 2024 г.до 27 август 2024 г. И отново от 27 август 2024 г. е назначен от президента Румен Радев за служебен министър-председател на България. На 22 април 2024 г. е назначен за министър на външните работи в собственото си правителство.

## Биография
Димитър Борисов Главчев е роден на 15 август 1963 г. в София. Средното си образование завършва през 1981 г. в 35 СОУ „Добри Войников“ (тогава ГРЕ „Михаил Калинин“). Висше образование получава през 1987 г. в УНСС (тогава ВИИ „Карл Маркс“), със специалност „икономист-счетоводител“. Магистър по международни икономически отношения от Университета за национално и световно стопанство. Дипломиран експерт-счетоводител и регистиран одитор.
Говори английски и руски език. Женен е, има дъщеря и син и двама внуци.

### Политическа кариера
Член на Парламентарната група на ГЕРБ в XLI народно събрание от 14 юли 2009 година. Заместник-председател на парламентарната група на ГЕРБ от 16 февруари 2011 г. От 29 юли 2009 г. е заместник-председател на Комисията по бюджет и финанси. Димитър Главчев е от инициаторите за приемане на нов Закон за сметната палата през 2010 г. Законът променя модела за управление на върховната одитна институция от колегиален на едноличен – тип „генерален одитор“. Идея на Димитър Главчев, намерила място в закона, е създаването на консултативен съвет, който се избира от Народното събрание. Съветът осъществява страничен и професионален „прочит“ на определени аспекти от дейността на Сметната палата, без да нарушава нейната независимост и самостоятелност. От 1 юни 2011 г. е член на Временната комисия за обсъждане на законопроект за изменение и допълнение на Конституцията на Република България. От 4 септември 2009 г. е заместващ член на Постоянната делегация на Народното събрание в Асамблеята на Европейската сигурност и отбрана/Асамблеята на Западноевропейския съюз. От 26 август 2009 г. до 18 октомври 2012 г. е председател на постоянно действащата подкомисия по отчетност на публичния сектор. От 3 октомври 2012 г. е председател на комисията за наблюдение на дейността на Държавната комисия за енергийно и водно регулиране (ДКЕВР). Заместник-председател на парламентарната група на ГЕРБ в XLII народно събрание. Член на парламентарната група на  ГЕРБ, заместник – председател на XLIII народно събрание. Ръководител на делегация в Парламентарната асамблея на Съвета на Европа в XLIV народно събрание от 9 септември 2020 г.
Председател на XLIV народно събрание от 19.04 2017 до 17.11.2017 г
Член е на Управителния съвет на СНЦОД „Граждани за европейско развитие на България“ и на Контролната комисия на ПП ГЕРБ от 3 декември 2006 г., а от края на 2017 г. до 31 юли 2023 г. е неин председател.
На 16 януари 2025 г. предава властта на новия редовен кабинет на Росен Желязков. 
Главчев веднага след предаването на властта споделя, че се връща в Сметната палата.